# Stary Pilczyn
Stary Pilczyn (prononciation : [ˈstarɨ ˈpilt͡ʂɨn]) est un village polonais de la gmina de Łaskarzew dans le powiat de Garwolin de la voïvodie de Mazovie dans le centre-est de la Pologne.
Il se situe à environ 4 kilomètres à l'est de Łaskarzew (siège de la gmina), 12 kilomètres au sud de Garwolin (siège du powiat) et à 64 kilomètres au sud-est de Varsovie (capitale de la Pologne).

## Histoire
De 1975 à 1998, le village appartenait administrativement à la voïvodie de Siedlce.